# FreeBASIC
FreeBasic je programovací jazyk navazující na úspěšný QBasic (quickbasic) a jejich pozdější verze. Jeho kompilátor je dostupný zcela zdarma a jsou k dispozici i zdrojové kódy pod licencí GNU GPL. Podporuje platformy DOS (32bitové DPMI, DOS extender), Win32 a Linux.

## IDE
FreeBasic je v podstatě jen kompilátor a tak neobsahuje v základní instalaci IDE.
Lze však zdarma některé vhodné IDE (pouze Windows) stáhnout.

Mezi vhodná IDE patří:
- FbEdit
- FBIDE
- JellyFish Pro Editor

Pro DOS není k dispozici IDE, ale existuje alespoň FBHELP (prohlížeč dokumentace), jako editor lze použít externí INFOPAD z distribuce kompilátoru CC386.